# 爆笑トライアウト
『爆笑トライアウト』（ばくしょうトライアウト）は、NHKで2009年4月4日より12月5日まで放送されたバラエティ番組。『爆笑オンエアバトル』の派生番組。

## 番組の開始に関して
この番組がスタートした理由は、NHKの抜本改編によるものである。
2008年度に『オンバト』本編が組み込まれていた『EYES』枠は、2009年度、活性化とコンテンツ蓄積のため企画入れ替え頻度を上げることが明示された。それを受けて、本編がそれまで毎週木曜深夜30分の放送だったのが、月1回1時間の放送に変更された。これにより毎月の出場者数が大幅に減少したため、新人や若手にとっては本編出場へのハードルが高くなった。そのため番組の仕組みを改め、本編において一定の「新人・若手枠」を確保し、この『爆笑トライアウト』においてその枠を獲得する戦いを繰り広げることにした。
2010年に、番組が「オンバト+」に変更されたことに伴い、同番組も終了した。

## 概要
『爆笑オンエアバトル』でオンエア経験または、出場経験が無い若手芸人10組が、漫才やコントなどを一般審査員の前で披露し、『オンバト』本編出場権の獲得を目指す番組である。毎回10組中3組の芸人が本編への挑戦権を獲得することができる。
ただし、ここで出場権を獲得しても、『オンバト』本編でオンエアを勝ち取らないとこの番組を“卒業”することができない。
予選番組であることから司会は本編の担当者が兼ねることとなっており、小松宏司アナウンサーが務めた。

## ルール・審査方法

### ネタ披露
芸人は一般審査員の前でネタを披露する。芸人のネタ披露時間は『爆笑オンエアバトル』本編が5分であるのに対し、本番組では3分となっている。審査結果に関わらず全てのネタはオンエアされる。

### 出場権獲得条件
10組中3組の芸人が『爆笑オンエアバトル』への挑戦権を獲得する。その内容は以下のようになっている。
1. 会場審査結果での上位2組
2. 視聴者投票結果での上位1組

### 会場審査
会場審査の審査方法は、『爆笑オンエアバトル』本編と同様のゴルフボールを使用したスタイルを踏襲している（審査方法の詳細は爆笑オンエアバトル#審査方法を参照）。
バケツの重さの単位はオンエアバトルと違い、TP（トライポイント）である。

### 視聴者投票
視聴者は放送時間中に「地上デジタル放送」「ワンセグ」「携帯サイト」からアクセスすることにより投票が可能となる。「オンバト」に出場して欲しいと思った芸人を何組でも選んで投票できる。投票は各端末から1回のみで、同時に複数の投票が可能。

## 出場芸人
太字はトライアウト経由で爆笑オンエアバトルで初オンエアを飾った芸人。
- あきげん
- 遊び屋
- あどばるーん
- アビリティモンキー
- Yes-man
- 囲碁将棋
- イナズマライン
- 井下好井
- インポッシブル
- うえはまだ
- うしろシティ
- S×L
- エハラマサヒロ
- ガシャァン
- 我人祥太
- ガリガリガリクソン
- ガリベンズ
- ガルウィング
- カレー
- キャラメルマシーン
- キンデルダイク
- グーとパー
- クロンモロン
- 慶
- けいいちけいじ
- 劇団イワサキマキオ
- コア
- ゴールドラッシュ
- コマンダンテ
- こりゃめでてーな
- サイクロンZ
- サイドエイト
- ザクマシンガン
- さらば青春の光
- さるしばい
- 山陽ピッツァ
- シーソーゲーム
- シーランド
- JJポリマー
- ジグザグジギー
- 静
- しゃもじ
- シャングリラ
- ジャングルポケット
- ジューシーズ
- 夙川アトム
- ジンカーズ
- シンデレラ
- スカイラブハリケーン
- 青春ダーツ
- 代走みつくに
- だいなお
- タモンズ
- タンバリン
- たんぽぽ
- チャーミング
- ツートンカラー
- ドレッドノート
- 虹の黄昏
- ニッチェ
- 麦芽
- パステルモグラ
- ハニーベージュ
- ハライチ
- ビートルホーク
- ビーフケーキ
- ビッグタスク
- 100W
- フィフティーカーニバル
- ブラジルマン
- プリンセス金魚
- ペパーミントの風に吹かれて
- ほうらい
- マッチポンプ
- 三浦マイルド
- 三日月シュガー
- メンソールライト
- 豊
- ゆってぃ
- ゆりありく
- よろこんで佐藤
- ラブレターズ
- リトレイン
- レアレア
- レッドクリスマス

## 結果
順番はネタの披露順

### 第1回
| オンバト進出理由 | 芸人               | 会場審査      | 視聴者投票    |
| ---------------- | ------------------ | ------------- | ------------- |
| 会場審査         | チャーミング       | 489TP（1位）  | 387票（10位） |
|                  | アビリティモンキー | 341TP（6位）  | 597票（8位）  |
|                  | キャラメルマシーン | 393TP（4位）  | 812票（4位）  |
|                  | パステルモグラ     | 381TP（5位）  | 637票（7位）  |
| 視聴者投票       | ハライチ           | 413TP（3位）  | 1954票（1位） |
| 会場審査         | 夙川アトム         | 461TP（2位）  | 1504票（2位） |
|                  | イナズマライン     | 333TP（7位）  | 688票（5位）  |
|                  | 豊                 | 297TP（8位）  | 666票（6位）  |
|                  | だいなお           | 297TP（8位）  | 1077票（3位） |
|                  | タモンズ           | 221TP（10位） | 451票（9位）  |

### 第2回
| オンバト進出理由 | 芸人           | 会場審査      | 視聴者投票    |
| ---------------- | -------------- | ------------- | ------------- |
|                  | 三日月シュガー | 465TP（5位）  | 335票（8位）  |
|                  | ゆってぃ       | 469TP（4位）  | 1374票（3位） |
|                  | 虹の黄昏       | 317TP（10位） | 313票（9位）  |
|                  | 囲碁将棋       | 353TP（7位）  | 925票（5位）  |
|                  | サイドエイト   | 349TP（8位）  | 459票（7位）  |
| 会場審査         | クロンモロン   | 517TP（1位）  | 1193票（4位） |
|                  | シーソーゲーム | 373TP（6位）  | 464票（6位）  |
|                  | Yes-man        | 325TP（9位）  | 301票（10位） |
| 視聴者投票       | 山陽ピッツァ   | 473TP（3位）  | 1641票（1位） |
| 会場審査         | プリンセス金魚 | 509TP（2位）  | 1426票（2位） |

### 第3回
| オンバト進出理由 | 芸人                   | 会場審査      | 視聴者投票    |
| ---------------- | ---------------------- | ------------- | ------------- |
| 会場審査         | あきげん               | 453TP（2位）  | 704票（7位）  |
|                  | 麦芽                   | 181TP（10位） | 263票（10位） |
|                  | ザクマシンガン         | 449TP（3位）  | 906票（4位）  |
|                  | フィフティーカーニバル | 257TP（8位）  | 410票（9位）  |
|                  | S×L                    | 381TP（4位）  | 789票（5位）  |
|                  | ジンカーズ             | 373TP（5位）  | 958票（3位）  |
| 会場審査         | インポッシブル         | 465TP（1位）  | 1134票（2位） |
|                  | キンデルダイク         | 233TP（9位）  | 611票（8位）  |
|                  | シーランド             | 325TP（7位）  | 748票（6位）  |
| 視聴者投票       | 慶                     | 329TP（6位）  | 1358票（1位） |

### 第4回
| オンバト進出理由 | 芸人             | 会場審査      | 視聴者投票    |
| ---------------- | ---------------- | ------------- | ------------- |
| 会場審査         | ゴールドラッシュ | 453TP（1位）  | 370票（7位）  |
|                  | JJポリマー       | 365TP（7位）  | 568票（4位）  |
| 会場審査         | ニッチェ         | 425TP（2位）  | 623票（3位）  |
|                  | 三浦マイルド     | 169TP（10位） | 216票（9位）  |
|                  | ジューシーズ     | 397TP（3位）  | 766票（2位）  |
|                  | マッチポンプ     | 257TP（8位）  | 262票（8位）  |
|                  | 遊び屋           | 245TP（9位）  | 149票（10位） |
|                  | 100W             | 385TP（5位）  | 415票（6位）  |
|                  | レッドクリスマス | 397TP（3位）  | 507票（5位）  |
| 視聴者投票       | 夙川アトム       | 373TP（6位）  | 1259票（1位） |

### 第5回
| オンバト進出理由 | 芸人               | 会場審査      | 視聴者投票    |
| ---------------- | ------------------ | ------------- | ------------- |
|                  | しゃもじ           | 445TP（4位）  | 351票（5位）  |
|                  | ビーフケーキ       | 277TP（9位）  | 339票（6位）  |
|                  | グーとパー         | 293TP（7位）  | 173票（10位） |
|                  | ガリベンズ         | 293TP（7位）  | 225票（8位）  |
| 会場審査         | 井下好井           | 529TP（1位）  | 705票（3位）  |
|                  | ビートルホーク     | 201TP（10位） | 180票（9位）  |
|                  | 劇団イワサキマキオ | 377TP（5位）  | 306票（7位）  |
| 会場審査         | 我人祥太           | 497TP（2位）  | 990票（2位）  |
|                  | ガルウィング       | 377TP（5位）  | 361票（4位）  |
| 視聴者投票       | さらば青春の光     | 453TP（3位）  | 1198票（1位） |

### 第6回
| オンバト進出理由 | 芸人               | 会場審査      | 視聴者投票    |
| ---------------- | ------------------ | ------------- | ------------- |
|                  | ゆりありく         | 449TP（4位）  | 966票（5位）  |
|                  | ほうらい           | 245TP（9位）  | 233票（10位） |
|                  | よろこんで佐藤     | 233TP（10位） | 279票（9位）  |
| 会場審査         | サイクロンZ        | 469TP（2位）  | 1434票（3位） |
|                  | タンバリン         | 273TP（8位）  | 314票（8位）  |
|                  | ブラジルマン       | 449TP（4位）  | 953票（6位）  |
|                  | けいいちけいじ     | 317TP（7位）  | 402票（7位）  |
| 会場審査         | ジャングルポケット | 481TP（1位）  | 1430票（4位） |
|                  | コマンダンテ       | 433TP（6位）  | 1877票（2位） |
| 視聴者投票       | カレー             | 465TP（3位）  | 2797票（1位） |

### 第7回
| オンバト進出理由 | 芸人                       | 会場審査      | 視聴者投票    |
| ---------------- | -------------------------- | ------------- | ------------- |
|                  | ペパーミントの風に吹かれて | 257TP（8位）  | 197票（9位）  |
|                  | あどばるーん               | 393TP（6位）  | 338票（7位）  |
|                  | ビッグタスク               | 161TP（10位） | 138票（10位） |
| 会場審査         | たんぽぽ                   | 497TP（1位）  | 757票（5位）  |
| 会場審査         | エハラマサヒロ             | 473TP（2位）  | 1393票（3位） |
|                  | うえはまだ                 | 381TP（7位）  | 385票（6位）  |
| 視聴者投票       | プリンセス金魚             | 449TP（3位）  | 1772票（1位） |
|                  | 青春ダーツ                 | 229TP（9位）  | 331票（8位）  |
|                  | ガリガリガリクソン         | 397TP（5位）  | 1379票（4位） |
|                  | キャラメルマシーン         | 437TP（4位）  | 1696票（2位） |

### 第8回
| オンバト進出理由 | 芸人                 | 会場審査      | 視聴者投票    |
| ---------------- | -------------------- | ------------- | ------------- |
| 会場審査         | シャングリラ         | 489TP（1位）  | 762票（4位）  |
| 視聴者投票       | うしろシティ         | 449TP（3位）  | 1270票（1位） |
|                  | クロンモロン         | 285TP（9位）  | 732票（5位）  |
|                  | ハニーベージュ       | 145TP（10位） | 188票（10位） |
|                  | スカイラブハリケーン | 369TP（5位）  | 487票（8位）  |
|                  | ジグザグジギー       | 417TP（4位）  | 786票（3位）  |
| 会場審査         | メンソールライト     | 473TP（2位）  | 1051票（2位） |
|                  | ツートンカラー       | 361TP（6位）  | 703票（6位）  |
|                  | リトレイン           | 289TP（8位）  | 429票（9位）  |
|                  | レアレア             | 357TP（7位）  | 669票（7位）  |

### 第9回
| オンバト進出理由 | 芸人               | 会場審査      | 視聴者投票    |
| ---------------- | ------------------ | ------------- | ------------- |
|                  | ガシャァン         | 485TP（3位）  | 711票（4位）  |
|                  | ラブレターズ       | 229TP（9位）  | 179票（10位） |
|                  | 劇団イワサキマキオ | 385TP（5位）  | 658票（5位）  |
|                  | 代走みつくに       | 213TP（10位） | 211票（9位）  |
|                  | シンデレラ         | 249TP（8位）  | 244票（8位）  |
|                  | さるしばい         | 453TP（4位）  | 399票（7位）  |
|                  | 静                 | 329TP（7位）  | 418票（6位）  |
| 会場審査         | コア               | 505TP（1位）  | 882票（2位）  |
| 会場審査         | こりゃめでてーな   | 501TP（2位）  | 1172票（1位） |
| 視聴者投票       | ドレッドノート     | 373TP（6位）  | 810票（3位）  |

## オンエアバトルでの結果

### 第1回
| オンバト進出理由 | 芸人         | KB    | 結果         |
| ---------------- | ------------ | ----- | ------------ |
| 会場審査         | チャーミング | 229KB | 14位オフエア |
| 会場審査         | 夙川アトム   | 301KB | 11位オフエア |
| 視聴者投票       | ハライチ     | 429KB | 4位オンエア  |

### 第2回
| オンバト進出理由 | 芸人           | KB    | 結果         |
| ---------------- | -------------- | ----- | ------------ |
| 会場審査         | クロンモロン   | 285KB | 11位オフエア |
| 会場審査         | プリンセス金魚 | 345KB | 10位オフエア |
| 視聴者投票       | 山陽ピッツァ   | 225KB | 14位オフエア |

### 第3回
| オンバト進出理由 | 芸人           | KB    | 結果         |
| ---------------- | -------------- | ----- | ------------ |
| 会場審査         | インポッシブル | 369KB | 8位オンエア  |
| 会場審査         | あきげん       | 465KB | 3位オンエア  |
| 視聴者投票       | 慶             | 261KB | 12位オフエア |

### 第4回
| オンバト進出理由 | 芸人             | KB    | 結果         |
| ---------------- | ---------------- | ----- | ------------ |
| 会場審査         | ゴールドラッシュ | 369KB | 11位オフエア |
| 会場審査         | ニッチェ         | 489KB | 5位オンエア  |
| 視聴者投票       | 夙川アトム       | 225KB | 15位オフエア |

### 第5回
| オンバト進出理由 | 芸人           | KB    | 結果                              |
| ---------------- | -------------- | ----- | --------------------------------- |
| 会場審査         | 井下好井       | 349KB | 12位オフエア                      |
| 会場審査         | 我人祥太       | 501KB | 1位オンエア・チャンピオン大会出場 |
| 視聴者投票       | さらば青春の光 | 365KB | 11位オフエア                      |

### 第6回
| オンバト進出理由 | 芸人               | KB    | 結果         |
| ---------------- | ------------------ | ----- | ------------ |
| 会場審査         | ジャングルポケット | 429KB | 4位オンエア  |
| 会場審査         | サイクロンZ        | 353KB | 10位オフエア |
| 視聴者投票       | カレー             | 429KB | 4位オンエア  |

### 第7回
| オンバト進出理由 | 芸人           | KB    | 結果                              |
| ---------------- | -------------- | ----- | --------------------------------- |
| 会場審査         | たんぽぽ       | 141KB | 14位オフエア                      |
| 会場審査         | エハラマサヒロ | 505KB | 1位オンエア・チャンピオン大会出場 |
| 視聴者投票       | プリンセス金魚 | 417KB | 5位オンエア                       |

### 第8回
| オンバト進出理由 | 芸人             | KB    | 結果         |
| ---------------- | ---------------- | ----- | ------------ |
| 会場審査         | シャングリラ     | 237KB | 14位オフエア |
| 会場審査         | メンソールライト | 437KB | 3位オンエア  |
| 視聴者投票       | うしろシティ     | 321KB | 11位オフエア |

### 第9回
| オンバト進出理由 | 芸人             | KB    | 結果                              |
| ---------------- | ---------------- | ----- | --------------------------------- |
| 会場審査         | コア             | 489KB | 3位オンエア                       |
| 会場審査         | こりゃめでてーな | 493KB | 1位オンエア・チャンピオン大会出場 |
| 視聴者投票       | ドレッドノート   | 265KB | 11位オフエア                      |

## 番組記録
5位までを記載。同数の場合は達成順。
最多TP
| 順位 |                  | TP  |
| ---- | ---------------- | --- |
| 1    | 井下好井         | 529 |
| 2    | クロンモロン     | 517 |
| 3    | プリンセス金魚   | 509 |
| 4    | コア             | 505 |
| 5    | こりゃめでてーな | 501 |

最少TP
| 順位 |                | TP  |
| ---- | -------------- | --- |
| 1    | ハニーベージュ | 145 |
| 2    | ビッグタスク   | 161 |
| 3    | 三浦マイルド   | 169 |
| 4    | 麦芽           | 181 |
| 5    | ビートルホーク | 201 |

最多出場
| 順位 |                    | 回数 |
| ---- | ------------------ | ---- |
| 1    | 夙川アトム         | 2    |
| 1    | プリンセス金魚     | 2    |
| 1    | キャラメルマシーン | 2    |
| 1    | クロンモロン       | 2    |
| 1    | 劇団イワサキマキオ | 2    |

視聴者投票最多得票
| 順位 |                    | 票数 |
| ---- | ------------------ | ---- |
| 1    | カレー             | 2797 |
| 2    | ハライチ           | 1954 |
| 3    | コマンダンテ       | 1877 |
| 4    | プリンセス金魚     | 1772 |
| 5    | キャラメルマシーン | 1696 |

視聴者投票最少得票
| 順位 |                | 票数 |
| ---- | -------------- | ---- |
| 1    | ビッグタスク   | 138  |
| 2    | 遊び屋         | 149  |
| 3    | グーとパー     | 173  |
| 4    | ラブレターズ   | 179  |
| 5    | ビートルホーク | 180  |

オンエアバトル最多獲得KB
| 順位 |                  | KB  |
| ---- | ---------------- | --- |
| 1    | エハラマサヒロ   | 505 |
| 2    | 我人祥太         | 501 |
| 3    | こりゃめでてーな | 493 |
| 4    | ニッチェ         | 489 |
| 4    | コア             | 489 |

オンエアバトル最少獲得KB
| 順位 |              | KB  |
| ---- | ------------ | --- |
| 1    | たんぽぽ     | 141 |
| 2    | 山陽ピッツァ | 225 |
| 2    | 夙川アトム   | 225 |
| 4    | チャーミング | 229 |
| 5    | シャングリラ | 237 |

## オンバト+
オンバト+で初オンエアを果たした芸人
- ゴールドラッシュ
- 夙川アトム
- ジューシーズ
- 劇団イワサキマキオ（現・かもめんたる）
- 静
- ジンカーズ
- あどばるーん
- ラブレターズ
- うしろシティ
- 囲碁将棋
- さらば青春の光
- ジグザグジギー
- ガリガリガリクソン
- サイクロンZ
- 井下好井
- コマンダンテ
- ゆってぃ
- S×L
- スカイラブハリケーン
- だいなお

+1で翌週にネタをオンエアされた芸人
- ビーフケーキ